# Amphiroideae
Amphiroideae H.W. Johansen, 1969  é o nome botânico  de uma subfamília de algas vermelhas pluricelulares da família Corallinaceae.

## Gêneros
- Amphiroa, Lithothrix.